# Remplin
Remplin ist ein Ortsteil der Stadt Malchin im Landkreis Mecklenburgische Seenplatte in Mecklenburg-Vorpommern (Deutschland). In der bis zum 7. Juni 2009 selbständigen Gemeinde Remplin lebten 806 Einwohner (31. Dezember 2007) auf 44,41 km². Zu Remplin gehörten die Ortsteile Neu Panstorf, Retzow und Wendischhagen. Letzter ehrenamtlicher Bürgermeister Remplins war Birger Taeger.

## Geografie
Remplin liegt am Fuß der Mecklenburgischen Schweiz, zwischen den Städten Malchin und Teterow.

## Geschichte
1283 wurde Remplin, das schon zu dieser Zeit aus den beiden Gütern Hohen- und Siden- bzw. Gross- und Klein-Remplin bestand, erstmals in einer Urkunde erwähnt. 1405 wurde das Adelsgeschlecht Hahn erstmals als Anteilseigner genannt, das in den folgenden beiden Dezennien den Gesamtbesitz an Remplin erwarb. Noch 1685 bestand der Ort aus den Ortsteilen Hohen- und Siden-Remplin sowie dem Rittersitz Müggenburg.
Bis zum Ende des 18. Jahrhunderts entwickelte sich Remplin zum wirtschaftlichen Zentrum einer ganzen Reihe von Gütern, welche die Hahns im Laufe der Jahrhunderte zusammengebracht hatten. Eine Blütezeit erlebte der Ort an der Schwelle des 19. Jahrhunderts unter Friedrich II. Graf von Hahn. Seit den 1790ern entwickelte er Remplin zu einer Stätte von Aufklärung und modernen Wissenschaften. Besonders in der Astronomie hat er bleibende Verdienste, wovon im Ort bis heute erhaltene Reste seiner Sternwarte künden. Ein Viertel Jahrhundert lang war Remplin Mittelpunkt und Herrschaftssitz der gesamten Besitzungen der Hahns von knapp 100 Gütern mit zugehörigen Höfen und Ortschaften in Mecklenburg, Holstein und der Wetterau.

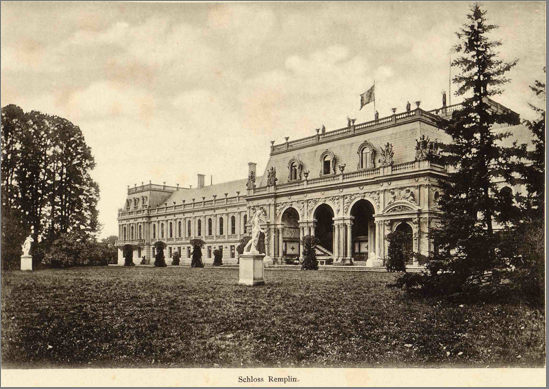
Schloss Remplin um 1900, durch den Brand 1940 weitgehend zerstört

Die Glanzzeit endete für Remplin mit dem „Theatergrafen“ Karl von Hahn, der das riesige Vermögen seiner Familie binnen weniger Jahre verschwendete. 1816 kam es zum großen Hahnschen Güterkonkurs, bei dem zahlreiche Besitzungen – darunter Remplin – in andere Hände kamen. Von 1816 bis 1848 gehörte das Rempliner Gut dem Fürsten Georg Wilhelm von Schaumburg-Lippe, dann dem Landschaftsdirektor Carl von Maltzahn (1797–1868), Gutsbesitzer auf Sommersdorf. Herzog Georg zu Mecklenburg [-Strelitz], Sohn des gleichnamigen Strelitzer Großherzogs Georg, und seine Frau Großfürstin Katharina Michailowna Romanowa erwarben das Gut 1851. Ab 1865 wurde das Schloss durch den Geheimen Regierungsrat Friedrich Hitzig zu einem Adelssitz im Stil der französischen Neorenaissance umgebaut. 1878 wurde die neogotische Rempliner Kirche geweiht, die die Großherzoginmutter Marie von Hessen-Kassel zum Andenken an ihre 1876 kurz nacheinander gestorbenen Kinder Georg und Caroline gestiftet hatte. Von dem ortsbildprägenden Schloss sind seit einem Brand 1940 nur noch Fragmente erhalten.
Am 1. Januar 1951 wurden die bisher eigenständigen Gemeinden Neu Panstorf und Retzow eingegliedert.

## Politik

### Wappen
| Wappen von Remplin | Blasonierung: „Geviert; Feld 1 und 4: in Gold zwei flache blaue Doppelsparren; Feld 2 und 3: in Rot zwei schwebende, mit Spickeln besetzte goldene Stabbalken, oben vier Spickel, unten drei.“ |
| Wappen von Remplin | Wappenbegründung: Das Wappen vereint die Wappenbilder zweier Adelsfamilien, die im 14. bzw. im 15. Jh. zeitweilig Besitzer von Teilen Remplins waren. Die Felder 1 und 4 zeigen in leichter Veränderung das Wappen der Familie von Wozenitz: „Im güldenen Felde zweene ausgespitzte Quer Streife blauer Farbe“. Die Felder 2 und 3 geben in veränderter Tingierung das Wappen der Familie von Stahl wieder: „Im weissen Felde sieben Mauerspitzen oben vier und unten drey gesetzet“. Das Wappen wurde von dem Berliner Fa. Klar gestaltet. Es wurde am 23. Mai 1996 durch das Ministerium des Innern genehmigt und unter der Nr. 104 der Wappenrolle des Landes Mecklenburg-Vorpommern registriert. |

### Flagge
Die ehemalige Gemeinde verfügte über keine amtlich genehmigte Flagge.

## Sehenswürdigkeiten
- Schloss Remplin: ehemals barock, dreiflügelig, wurde nach 1851 von Friedrich Hitzig im Stil der französischen Renaissance umgestaltet. Nach einem Brand blieb 1940 nur der Nordflügel erhalten.[4]
- Gutskapelle (1702; heute Kunstgalerie)
- Gutshof mit Wirtschaftsgebäuden (Mitte 18. Jahrhundert), wovon insbesondere das Schreiberhaus, Ställe und der Taubenturm erhalten sind.
- Von der historischen Sternwarte Remplin, erbaut vom Astronomen Friedrich II. Graf von Hahn, ist lediglich der ehemals 1801 erbaute und ab 1980 wieder aufgebaute Turm erhalten.
- Die neogotische Rempliner Kirche von 1878 nach Plänen von Georg Daniel
- Schlosspark: Claus Ludwig Hahn (1722–1779) ließ, nachdem er 1746 Remplin übernommen hatte, einen Barockgarten anlegen. Herzog Georg erwarb das Gut und ließ den Park 1851 von Peter Joseph Lenné umgestalten.

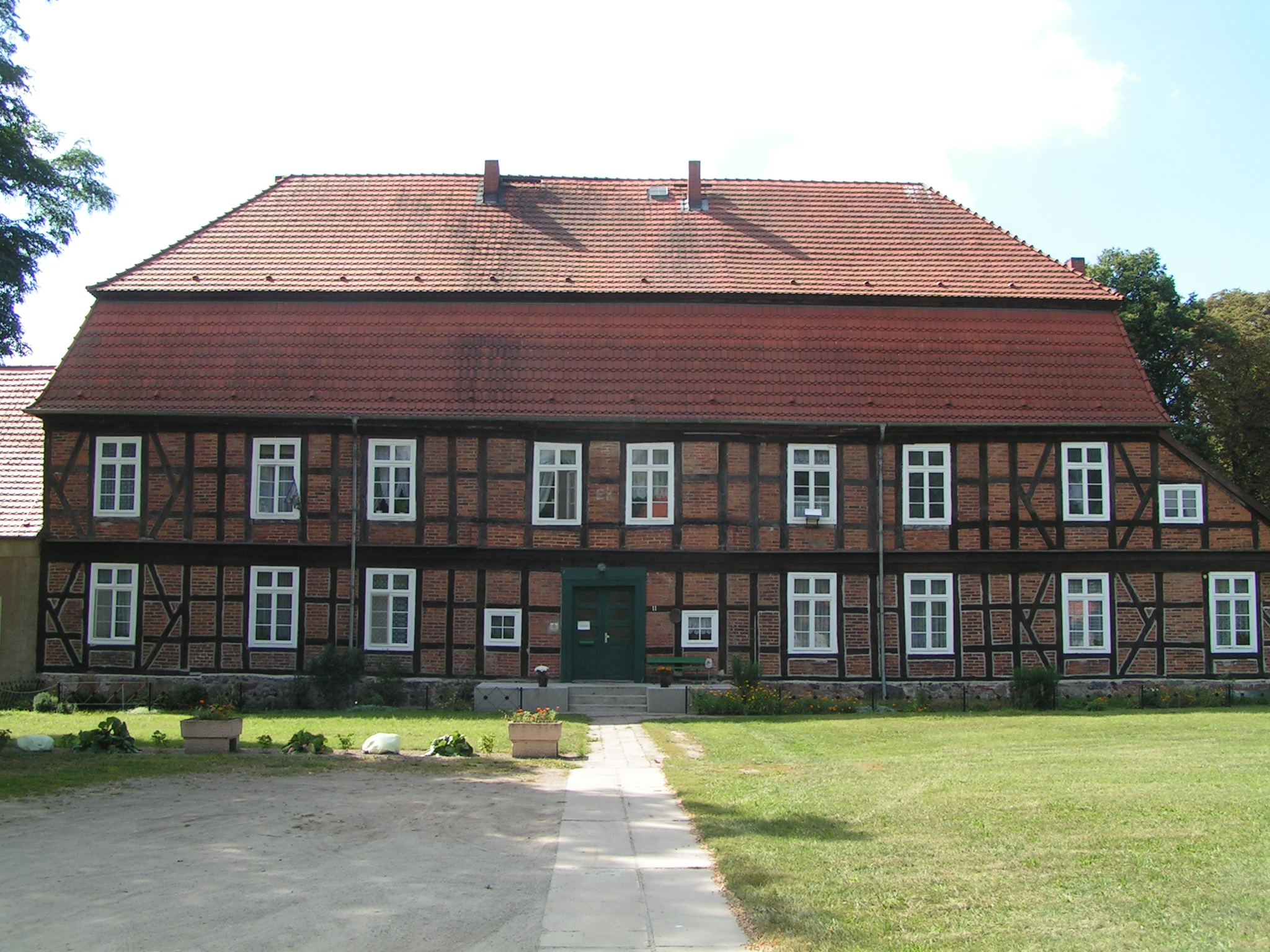
Gutshof
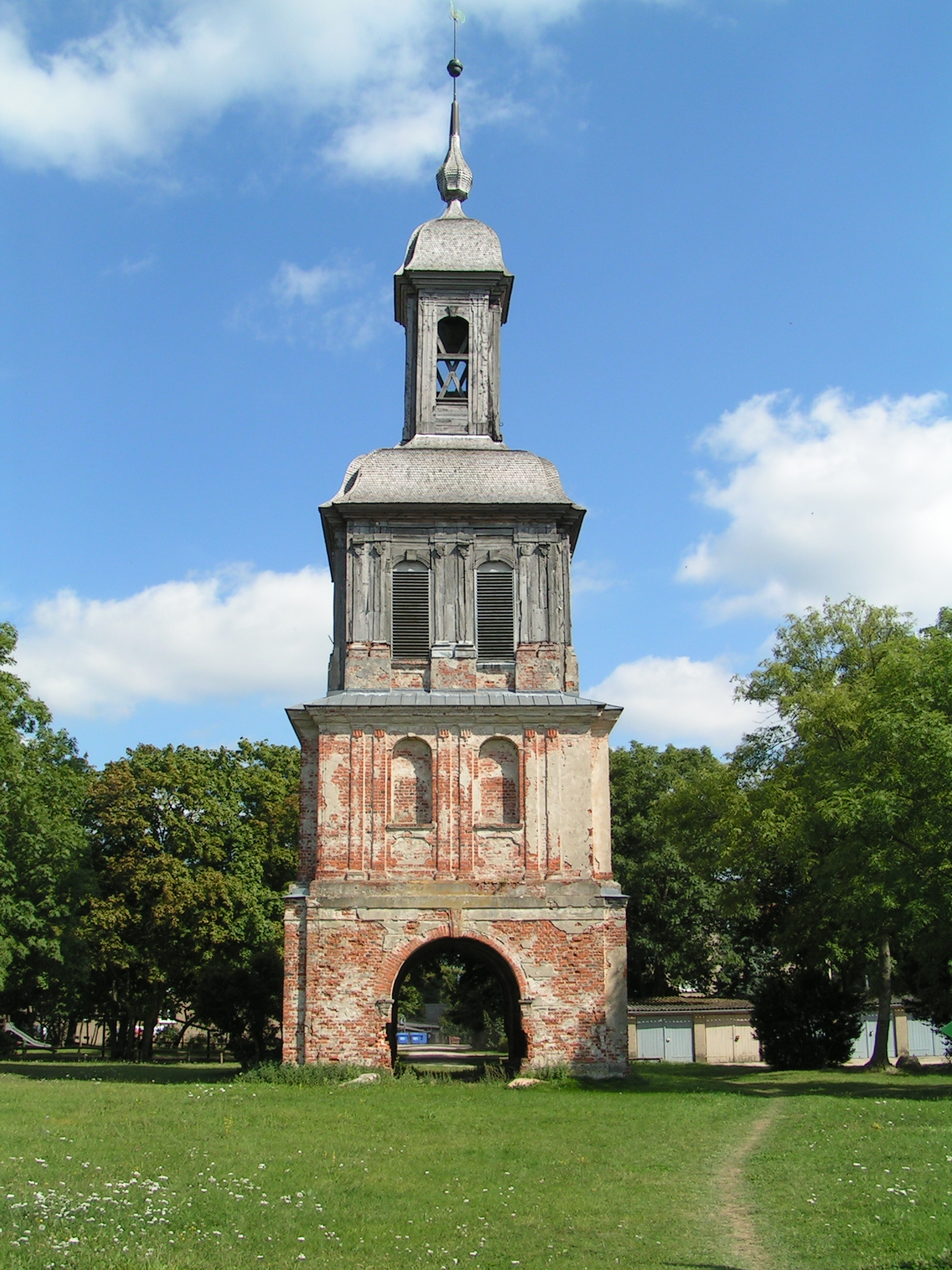
Rempliner Torturm

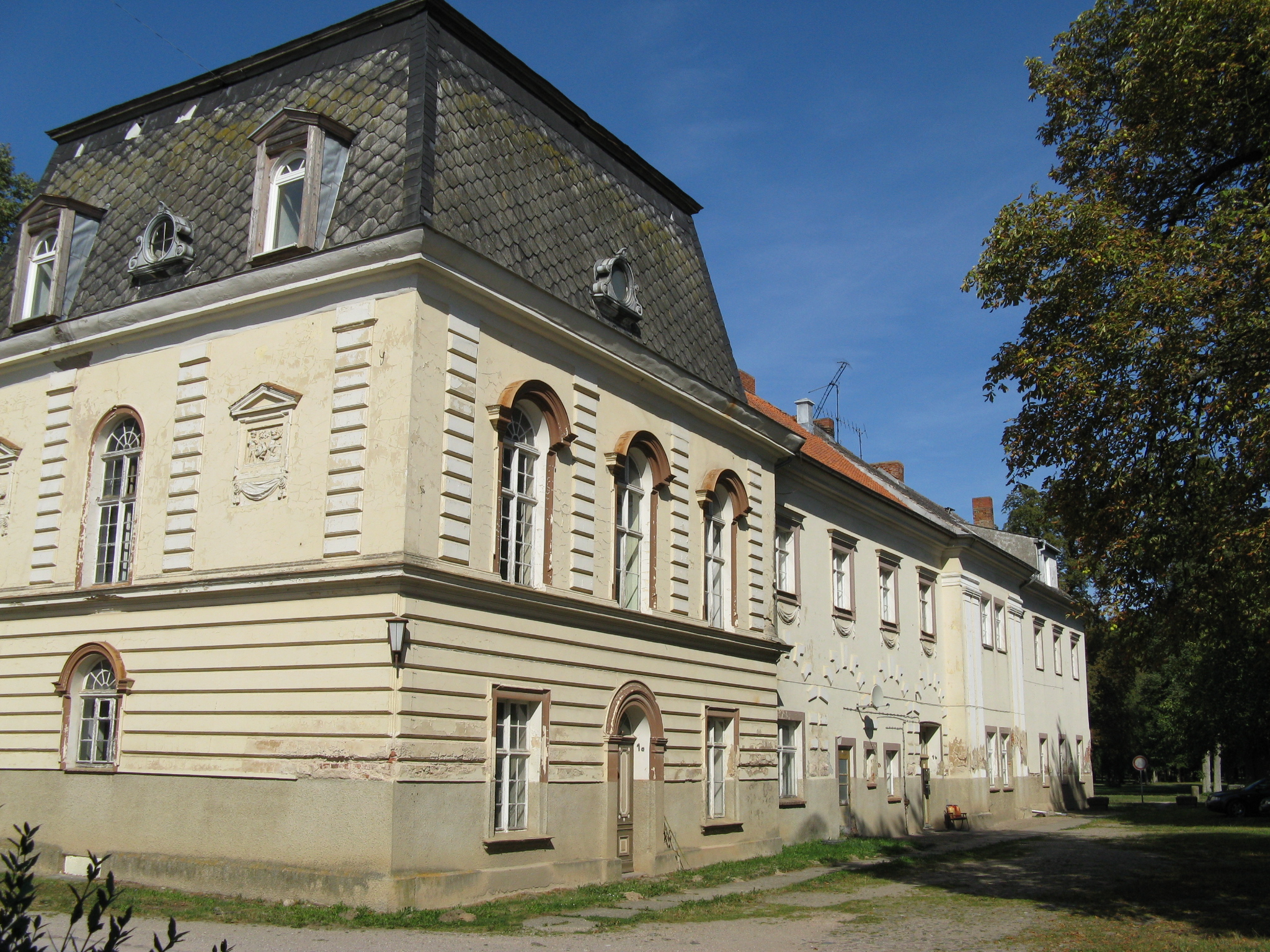
Der Nordflügel ist der einzig verbliebene Teil des Schlosses
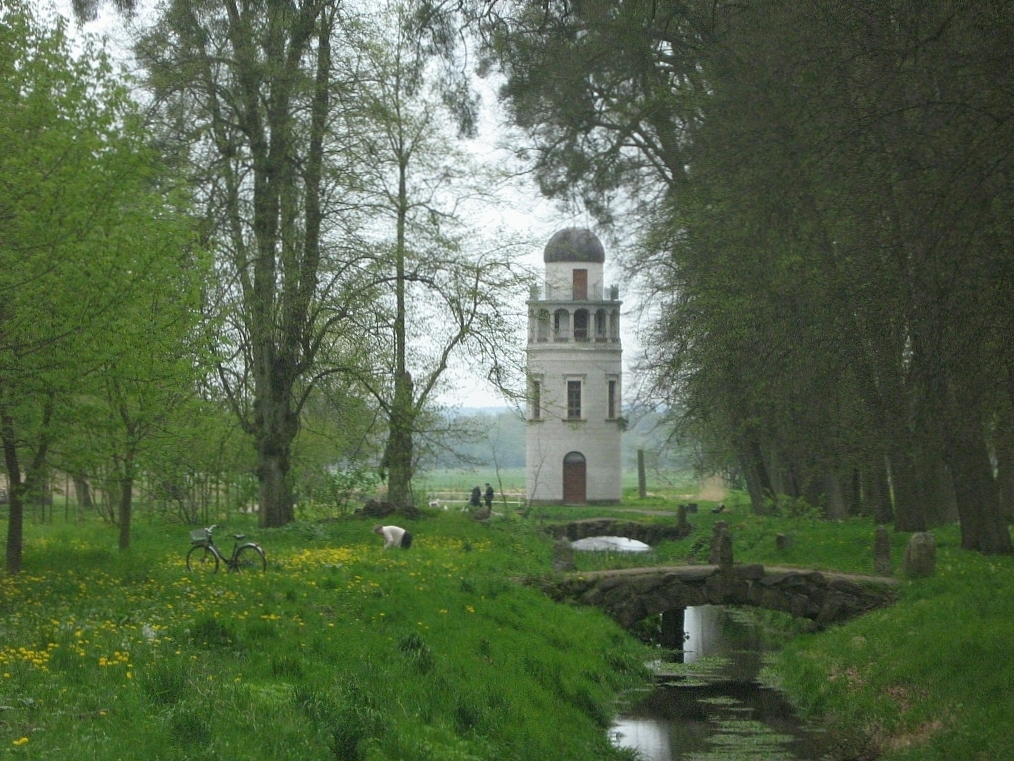
Sternwarte Remplin im Lenné-Park
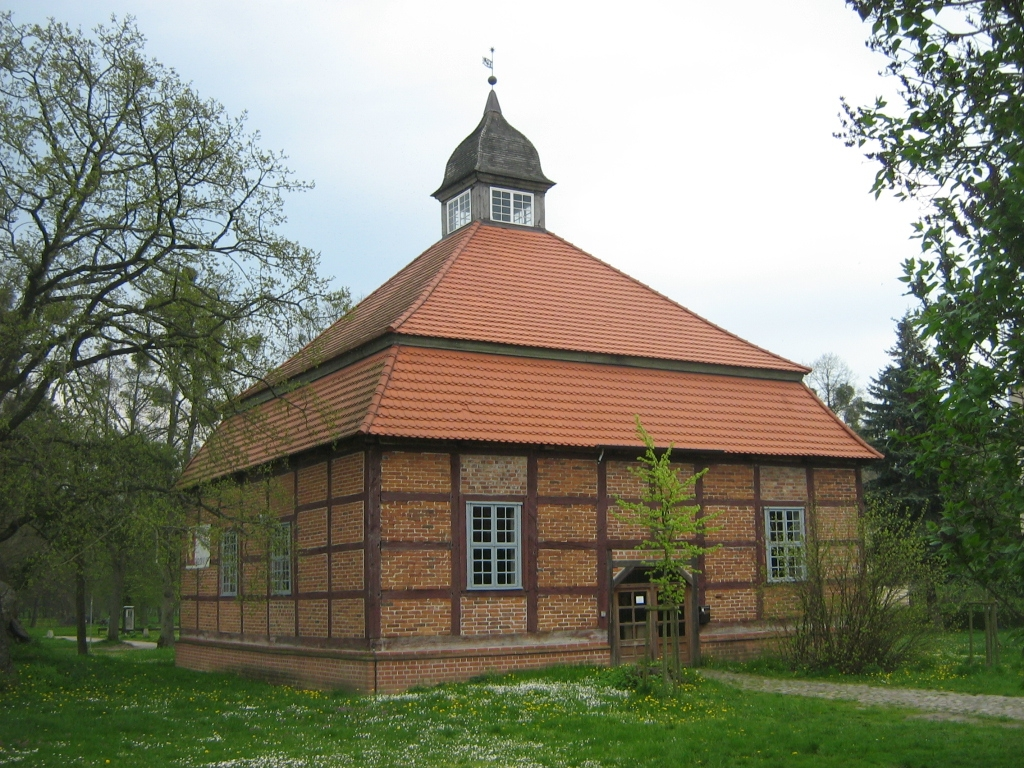
Gutskapelle

## Bildung
Seit August 2005 hat Remplin wieder eine Schule. Die „Benjamin-Schule – Evangelische Schule Mecklenburgische Schweiz“ vereint die drei Grundelemente Vorschule, Grundschule und Hort und bietet eine konfessionell geprägte Ganztagsschule mit reformpädagogischem Profil.

## Persönlichkeiten
- Friedrich II. Graf von Hahn (1742–1805), Großgrundbesitzer, Naturphilosoph und Astronom
- Johann Diederich Otto Zylius (1764–1820), Hauslehrer und physikalischer Privatgelehrter, zwischen 1798 und 1802 wissenschaftlicher Gehilfe des vorherigen
- Karl Graf von Hahn (1782–1857), bekannt als der „Theatergraf“
- Ferdinand Graf von Hahn (1809–1888), dänischer Hofjägermeister
- Georg Alexander, Herzog zu Mecklenburg (1859–1909)
- Paul Simon Unterberger, Staatsmann des Russischen Reichs[5] (* 1842 in Simbirsk; † 1921 in Remplin)
- Carl Michael, Herzog zu Mecklenburg (1863–1934), Mitglied des russischen Zweiges des großherzoglichen Hauses Mecklenburg-Strelitz und Kaiserlich-russischer General
- Helene zu Mecklenburg(-Strelitz) (1857–1936), verheiratete Prinzessin von Sachsen-Altenburg, Herzogin zu Sachsen
- Hans-Dietrich Möller (1928–1987), Ingenieurwissenschaftler und Politiker, Abgeordneter der Volkskammer der DDR